# Fire Island National Seashore
Le Fire Island National Seashore est une aire protégée américaine située sur les bords de l'océan Atlantique, dans l'État de New York. Créée le 11 septembre 1964, elle protège 79,23 km2 dans le comté de Suffolk.

## Description
Le FINS protège une section de 42 km de Fire Island, une île-barrière longue de 48 km séparée de Long Island par la Great South Bay. 

Seuls deux ponts mènent à Fire Island et au littoral national et il n'y a pas de routes publiques sur le littoral lui-même.

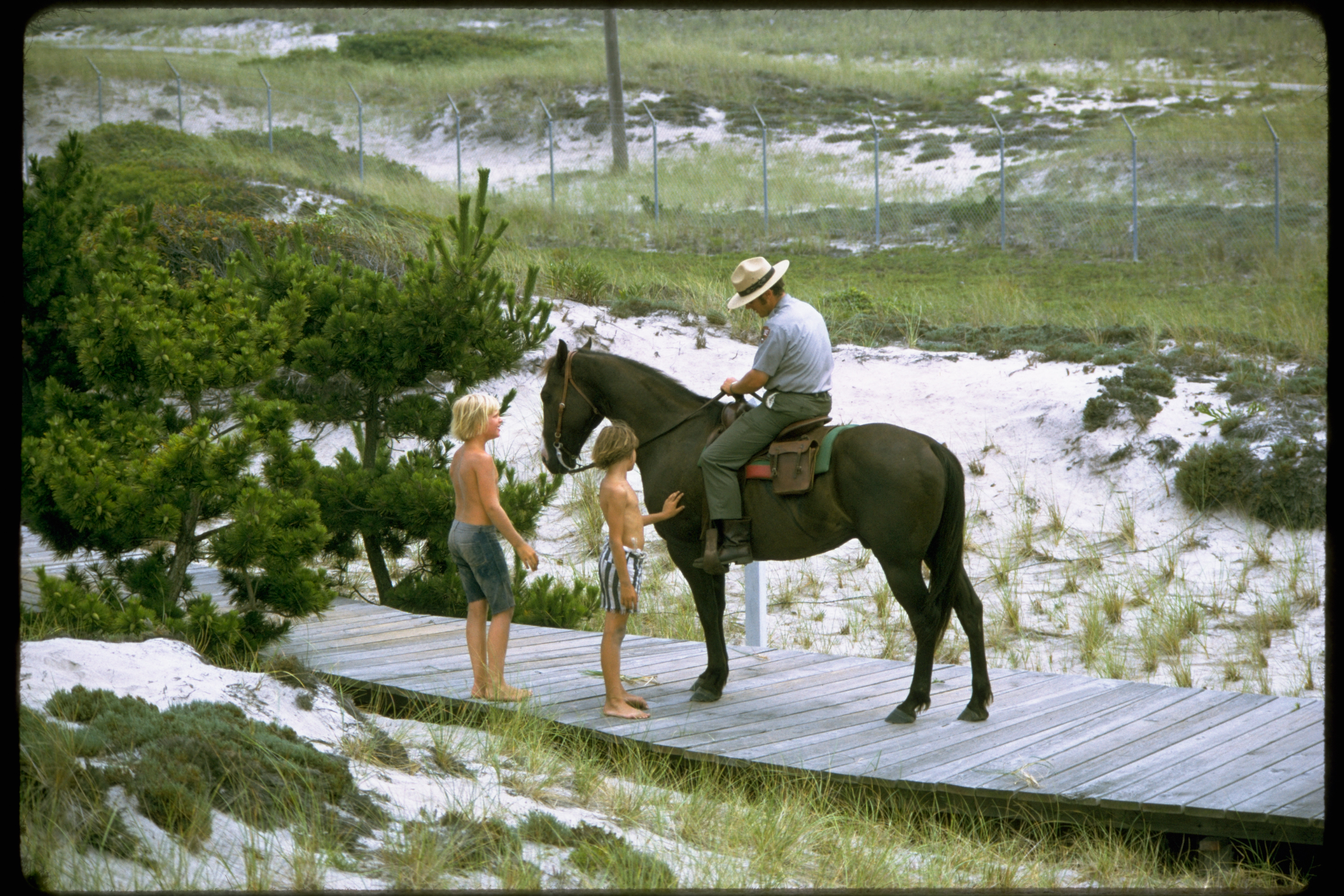
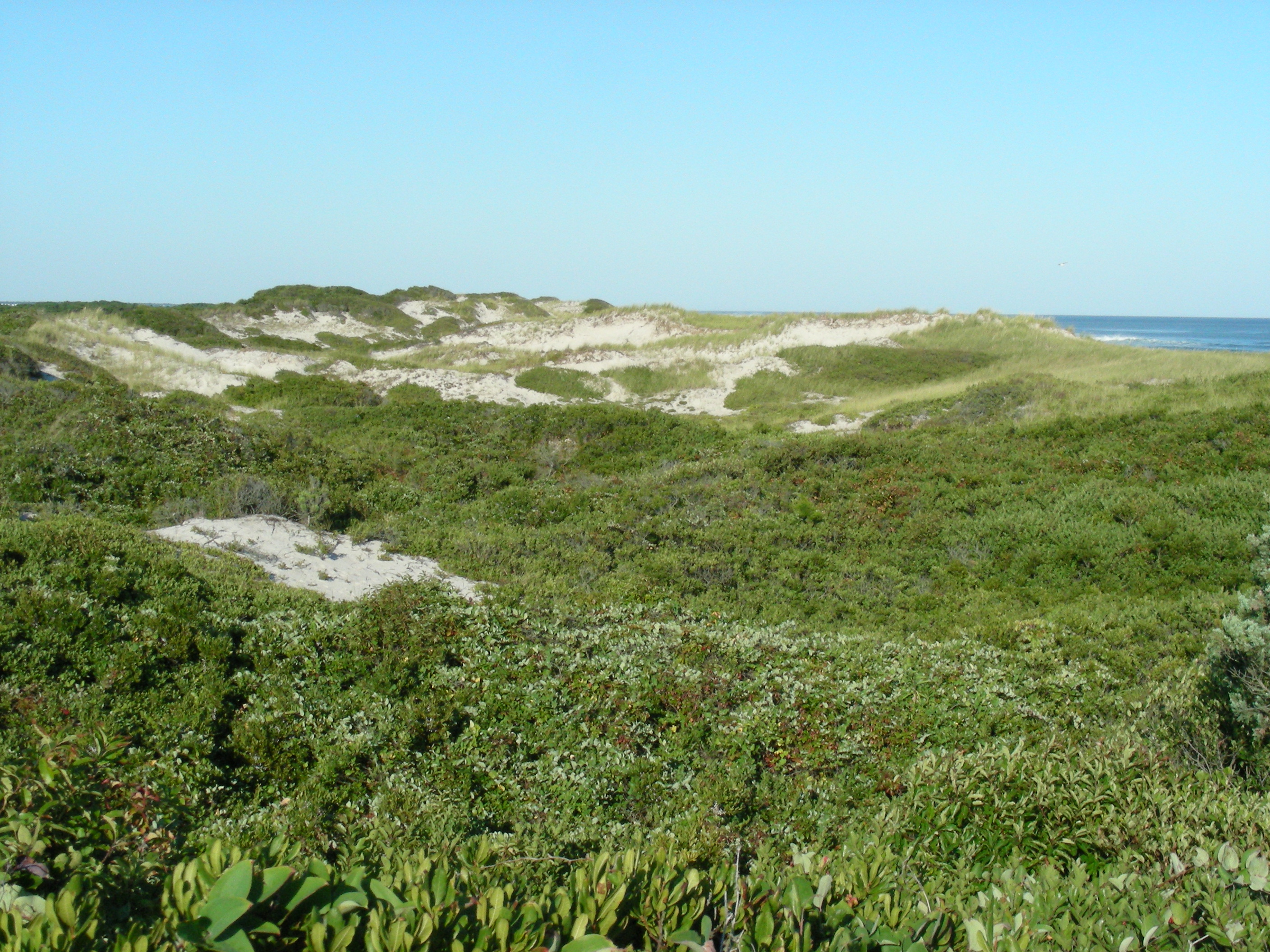
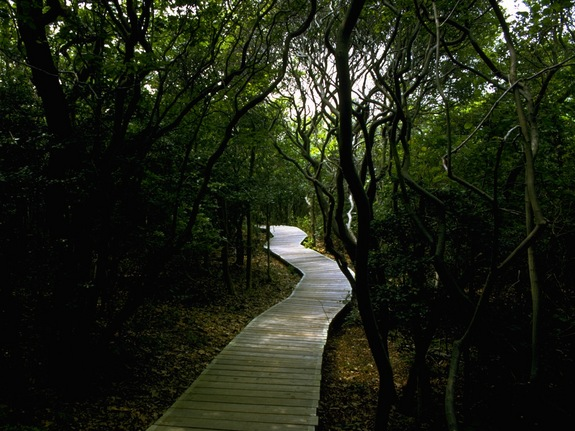
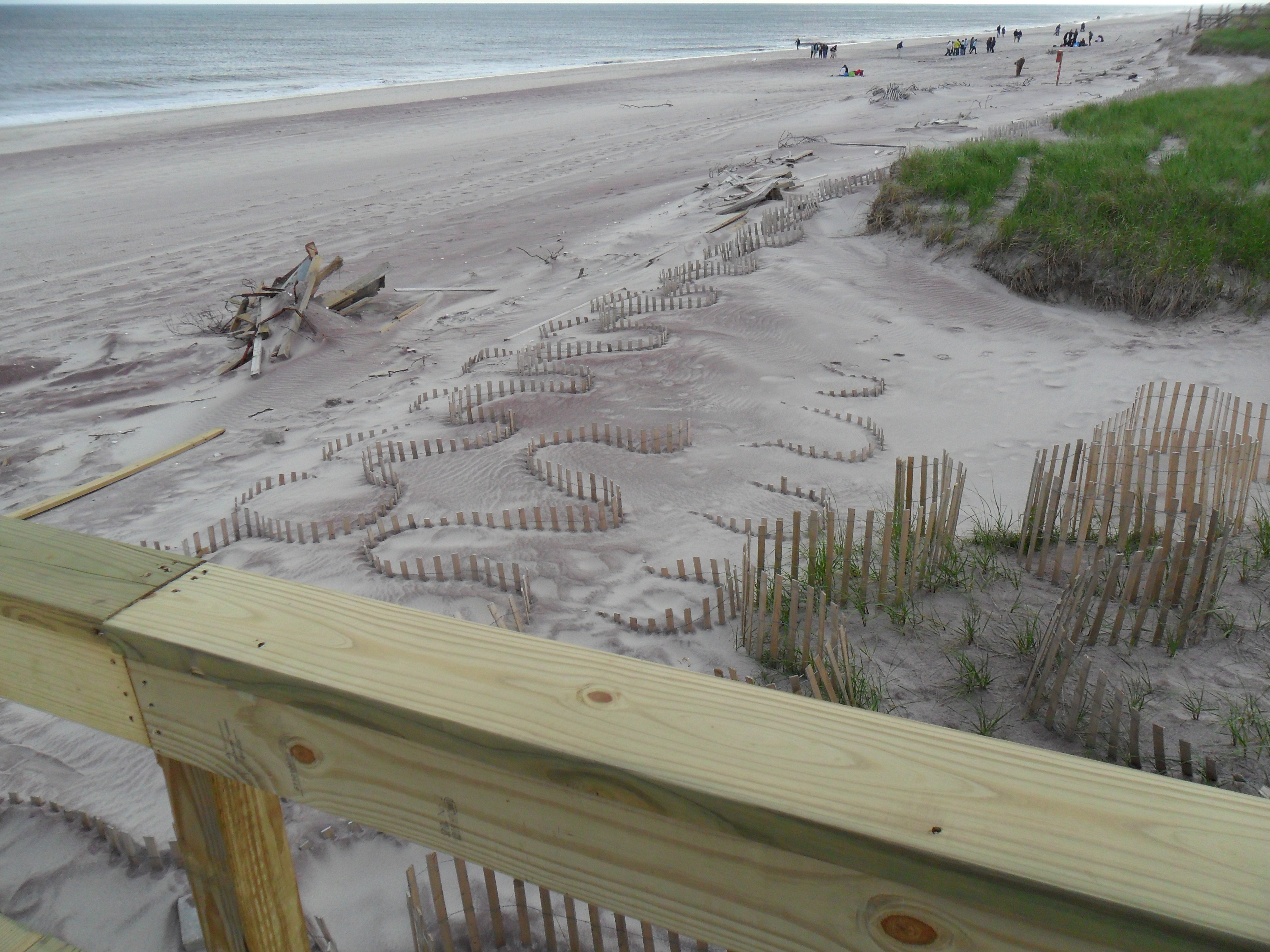